# Камышенка (приток Оскола)
Камышенка (Репецкая Плота́) — река в России, протекает по Курской области. Правый приток реки Оскол.

## География
Река Камышенка берёт начало в районе села Репецкая Плата. Течёт на восток. Устье реки находится у села Репец в 437 км по правому берегу реки Оскол. Длина реки составляет 14 км, площадь водосборного бассейна — 106 км².

## Данные водного реестра
По данным государственного водного реестра России относится к Донскому бассейновому округу, водохозяйственный участок реки — Оскол до Старооскольского гидроузла, речной подбассейн реки — Северский Донец (российская часть бассейна). Речной бассейн реки — Дон (российская часть бассейна).
Код объекта в государственном водном реестре — 05010400212107000011715.